# Bruce George
Bruce George (Mountain Ash, 1 de junio de 1942-25 de febrero de 2020) fue un árbitro de fútbol vanuatuense que dirigió en la Primera División de Vanuatu y en la O-League. Fue, desde 2010, árbitro internacional FIFA, por lo que fue seleccionado para dirigir en la Copa de las Naciones de la OFC 2012.